# Santa Catarina (Vagos)
Santa Catarina é uma povoação portuguesa do Município de Vagos que foi sede da extinta Freguesia de Santa Catarina, freguesia que tinha 6,84 km² de área e 991 habitantes (2011), e, por isso, uma densidade populacional de 144,9 hab./km². 
Em 2013, a Freguesia de Santa Catarina foi extinta (agregada) tendo o seu território sido passado a fazer parte da nova União das Freguesias de Ponte de Vagos e Santa Catarina.
As principais actividades económicas são a agricultura, floricultura e indústria de transformação de peixe.

## Lenda sobre a toponímia
Reza a lenda que no ano de 1672 a vila de Sorães tinha um tribunal. Nessa época existia um grande bandido chamado Paulo, então janreta, era o terror das povoações a redor, desposava os pertences aos nobres que passavam ali perto e levava com ele as esposas que mais tarde largava em qualquer lugar. As tristes ficavam apaixonadas pelo bandido. Os esposos ficavam com dor no peito e na cabeça por tal ultraje, mas Paulo Janreta continuava derretendo corações tirando vidas e fugindo às autoridades. Um dia num assalto perdeu-se pela beleza de uma dama chamada Adriana e tal beleza deturpou-lhe os sentidos. Paulo Janreta demorou mais tempo do que o normal no assalto a admirar tal beleza e por azar do destino, as autoridades faziam por ali vigilância e conseguiram prender Paulo Janreta, então foi a tribunal, foi condenado à morte por enforcamento. No dia do seu enforcamento Paulo Janreta olhou para a povoação e disse:
- Malditos eu vou morrer mas vocês de vila vão passar a aldeia e o meu nome jamais será esquecido e cada descendente vosso verá no meu nome um terror.
Nesse mesmo minuto o carrasco colocou a corda no Paulo empurrando-o para o abismo. Paulo com a corda esmagando-lhe a traqueia ainda ficou 5 minutos olhando o povo. O povo tremia vendo como morria o maldito, só deixou de meter medo quando o último suspiro de vida deixou o bandoleiro. A partir daí as pessoas ou por medo da maldição ou por susceptibilidade foram abandonando a vila até ao ponto de se tornar uma aldeia. Então o alcaide da altura propôs à povoação mudarem de nome para acabarem com a maldição. E foi assim que escolheram um santo protector para a terra que se tornou Santa Catarina e acabou com a maldição
No século 3 dC existia aqui uma pequena tribo de celtas (pernix lucis) que tinham fugido de Emínio (actual coimbra) para não se submeterem ao domínio cultural e religioso dos romanos, viveram alguns séculos aqui escondidos, sentiam-se protegidos pela floresta e longe da maldita mão romana.
Caçavam javalis pescavam no ribeiro que separa a Santa Catarina das mesas .tinham os seus próprios ritos religiosos ,nas viceras dos animais viam o futuro ou pensavam velo e conseguiam viver em paz.
nessa tribo existia uma bela rapariga de olhos mel e cabelo castanho chamada Nantosvela, essa moça todos os dias ia buscar agua ao ribeiro para levar para o acampamento, depois de encher o jarro de agua colhia flores pelo campo sentava-se numa pedra que ali existia cantava melodias celtas e admirava a natureza. Houve um dia que por ali passava um jovem padre a cavalo quando ouviu a melodia parou o cavalo e sorrateiramente foi de encontro a moça parou a uns 50 metros e ficou imóvel enquanto observando Nantosvela parou de cantar meteu o jarro na cabeça e virou-se , ao ver um estranho assustou-se deixou cair o jarro no chão e correu para o ribeiro e ali caiu e não conseguia sair já se estava a afogar quando o padre se jogou no ribeiro e a salvou na margem ela não conseguia se acalmar, o padre foi buscar o cabalo e levou-a ate a tribo quando ali chegou os celtas atacaram-no mas a moça foi em seu auxilio e explicou aos celtas que ele a tinha salvado então eles retiraram-se o padre pediu para ficar por ali um tempo no intuito de evangelizar aquela tribo e foi aceite, começou a pregar a palavra de deus mas quase não o escutavam. Somente Nantosvela o escutava durante meses por ali ficou o padre acompanhava a moça durante o dia todo e ela ouvia os seus ensinamentos. Sentavam-se na pedra junto ao ribeiro e dali foi crescendo um grande amor mas outro desejava Nantosvela e era um forte guerreiro celta da sua tribo. Um dia cheio de ciúmes encontrou o padre junto ao ribeiro e matou-o cravando-lhe uma lança no peito. Nantosvela gritou ao ver seu amor perder a vida e o guerreiro gritou  - só poderás ser minha
Nantosvela não era de ninguém o seu coração estava preso num amor destruído e chorou, chorou, passava maior parte do tempo ajoelhada naquela pedra que tinha presenciado o nascimento de um amor impossível.
Naquela pedra Nantosvela cravava os seus joelhos durante dias semanas e meses pedindo a Virgem Maria que a leva-se para junto do seu amor
E um dia ali faleceu e no céu o seu amor encontrou. Os seus joelhos ali ficaram desenhados na pedra que ainda ali se encontra e pode ser visualizada nas mesas, as marcas de um amor dramático.
Nessa pedra há quem diga que são as marcas dos pés de Santa Catarina. Será uma lenda?
Talvez sejam duas lendas uma será mais fácil de crer que a outra.
Qual?

## História
Sorães ou Santa Catarina teria sido doada por D. Teresa, mãe de D. Afonso Henriques à Ordem do Hospital, mais tarde chama de Malta. O cavaleiro que a administrativa estava dependente do comendador de Ansemil. Afonso Henriques doou a terra ao Mosteiro de Santa Cruz, em 1166, mas mais tarde, este aparece de novo na posse dos Hospitalários.
A administração nem sempre residia em Sorães, mas também na Mesa (Mesas) e no Busto (Bustos). Quando o foral lhe é concedido por D. Manuel, em 15 de Agosto de 1518, a administração estava na Mesa. A partir de pelo menos 1689 a sede do concelho esteve sempre em Sorães. Sorães apesar de vila e sede de concelho, não era freguesia: Bustos pertencia à de Mamarrosa; Rio Tinto e Tabuaço à de Sosa, Mesa e a própria vila à do Covão do Lobo.
O concelho foi extinto em 1842.
Santa Catarina foi elevada a freguesia em 1985, deixando de fazer parte da Freguesia de Covão do Lobo. Em 25 de Novembro de 1987, D. António Baltasar Marcelino (Bispo de Aveiro) cria também a paróquia de Santa Catarina.
A designação de Santa Catarina surge graças a uma afloração rochosa existente na encosta entre Mesas e Santa Catarina, onde segundo a lenda, Santa Catarina de Alexandria terá deixado gravados a marca dos seus pés.

## População
| 1991  | 2001  | 2011 |
| 1 157 | 1 073 | 991  |

Criada pela Lei 89/85, de 04 de Outubro, com lugares da freguesia de Covão do Lobo
| Distribuição da População por Grupos Etários | Distribuição da População por Grupos Etários | Distribuição da População por Grupos Etários | Distribuição da População por Grupos Etários | Distribuição da População por Grupos Etários | Distribuição da População por Grupos Etários | Distribuição da População por Grupos Etários | Distribuição da População por Grupos Etários | Distribuição da População por Grupos Etários | Distribuição da População por Grupos Etários |
| -------------------------------------------- | -------------------------------------------- | -------------------------------------------- | -------------------------------------------- | -------------------------------------------- | -------------------------------------------- | -------------------------------------------- | -------------------------------------------- | -------------------------------------------- | -------------------------------------------- |
| Ano                                          | 0-14 Anos                                    | 15-24 Anos                                   | 25-64 Anos                                   | > 65 Anos                                    |                                              | 0-14 Anos                                    | 15-24 Anos                                   | 25-64 Anos                                   | > 65 Anos                                    |
| 2001                                         | 175                                          | 149                                          | 569                                          | 180                                          |                                              | 16,3%                                        | 13,9%                                        | 53,0%                                        | 16,8%                                        |
| 2011                                         | 117                                          | 126                                          | 533                                          | 215                                          |                                              | 11,8%                                        | 12,7%                                        | 53,8%                                        | 21,7%                                        |

## Património
- Igreja de Santa Catarina (matriz)
- Cruzeiro
- Sobreiro bicentenário

## Presidentes da Junta de Freguesia
- António Nunes dos Santos (1985-2001)
- José Luís Santos (2001-2005)
- José António Gonçalves Ferreira (2005-2009)
- Cláudio Curto (2009-)

## Párocos
- António Correia Martins (1987-)
- José Augusto Pinho Nunes
- António Correia Martins
- António Correia Martins e João Paulo de Jesus Capela (falecido em 25 de maio de 2007) (Párocos “in solidum”) (-2007)
- Manuel António Carvalhais (Administrador Paroquial) e Carlos Shimura (Vigário Paroquial) (2007/09/23- 2008/09/xx)
- Carlos Shimura (2008/09/xx -)

## Festas e romarias
- S. Tomé e Santo António (último Domingo de Julho)
- Santa Catarina (Domingo seguinte ao dia 25 de Novembro)
- Festas do Povo (Mesas) (Segundo Fim de Semana de Julho)

## Gastronomia
Nesta aldeia antigamente chamada de soraes tem grande destaque o arroz de galo, uma variante do arroz de miudos mas mais completa. todos os restaurantes da terra fazem esse manjar apreciado pela maioria da povoação. Se um dia passar por esta terra mistica e acolhedora não se esqueça de pedir o arroz de galo para apreciar uma receita de arroz feito com carne de galo  e o próprio sangue para fazer o molho. Além disso ainda temos a barriga de leitão assada na brasa outra receita soranica. vem apreciar estas receitas da nossa terra nos restaurantes. Cada restaurante tem o seu dia próprio para fazer o arroz de galo ou pôr encomenda. Vem conhecer esta terra e disfrutar do melhor arroz de galo da região de Aveiro.

## Colectividades
- Agrupamento de Escuteiros n.º 911 de Santa Catarina
- Associação Cultural e Receativa de Santa Catarina
- Comissão de Apoio Social e Desenvolvimento de Santa Catarina
- Comissão de Melhoramentos de Sorães
- Associação de Moradores de Mesas

## Associação de Moradores de Mesas
A Associação de Moradores de Mesas foi fundada a vinte e três de Abril de mil novecentos e noventa e dois pelos seguintes moradores:
1º - António Custódio de Oliveira Reste; 2º - Augusto Cruz; 3º - Armando dos Santos Areias; 4º - Manuel dos Santos Marco; 5º - Manuel de Oliveira Conde Junior; 6º - Manuel Simões Pecêgo; 7º - António Rogério dos Santos Areias; 8º - Manuel Augusto dos Santos; 9º - Diamantino dos Santos; 10º - Daniel de Oliveira Bairrada.
Esta associação encontra-se sedeada na antiga Escola Primária do Lugar de Mesas.
Os Sócios são:
Manuel Simões Pecêgo - 1 António Rogério dos Santos Areias - 2 António Custódio de Oliveira Reste - 3 Manuel dos Santos do Marco - 4 Daniel de Oliveira Bairrada - 5 Manuel Augusto dos Santos - 6 Armando dos Santos Areias - 7 Diamantino dos Santos - 8 Rui Miguel da Costa Maltez - 9 João Paulo dos Santos Maltez - 10 Fernando Francisco Simões - 11 Marco Filipe Santos Lancha - 12 Raquel Marques dos Santos - 13 Jhonny Moitalta da Silva - 14 Milton Oliveira Martins - 15 Junior Barreira Conde - 16 Nelson Marco da Silva - 17 Manuel Fernando Martins dos Santos - 18 Gabriel Barreira Conde - 19 Leonel Simões Pecêgo - 20 Àlvaro Manuel dos Santos Simões - 21 John Carlos Novo - 22 Pedro Conde Bairrada - 23 Elder dos Santos Pato - 24 Marlene Barreira Conde - 25 Natália Martins Santos - 26 Sérgio Manuel dos Santos Simões - 27 Suzete Cruz do Marco - 28 Tiago Conde Bairrada - 29 Marta dos Santos Areias - 30 Paulo Jorge Oliveira - 31 Mário Dorindo Freire Martins - 32 Lénia Maria de Oliveira Martins - 33 Jorge Domingues Simões Tocha - 34 Hernâni dos Santos - 35 Elsa Leite - 36 Ana Maria Santos Capelo - 37 Arlete dos Santos de Oliveira Maltez - 38 Marcos Pablo Cruz Miranda - 39
Hoje continua a sua actividade, implementando inúmeras iniciativas culturais e recreativas, bem como possibilitando a utilização do espaço pelas varias gerações de conterrâneos.
A Associação de Moradores de Mesas criou 02/04/2011 um site: Museu Etnográfico de Mesas onde pretende compilar as histórias, documentos e fotos desta mui nobre aldeia secular.